# IT'SNAZ
Albums de Nazareth
The Fool Circle
(1981) 2XS
(1982)
IT'SNAZ ou 'SNAZ est le premier album live du groupe de hard rock écossais Nazareth. Il est sorti en Europe le 17 septembre 1981 sur le label Vertigo Records et a été produit par John Punter.

## Historique
L'enregistrement de ce double album se fit le 23 mai 1981 au P.N.E. Coliseum de Vancouver au Canada pendant la tournée de promotion nord-américaine de l'album The Fool Circle. Il fut possible grâce au studio mobile des studios Record Plant. Le mixage se fera au The Manor Studio en Angleterre et la production fut assurée par John Punter.
Il est le premier album du groupe avec les deux nouveaux membres du groupe, John Locke (claviers) et Billy Rankin (guitare et chœurs).
Cet album contient deux titres enregistrés en studio, l'inédit Jucy Lucy et une reprise d'un titre que le groupe avait déjà enregistré sur son premier album en 1971, Morning Dew. En Allemagne, cet album comprend aussi en plus une version de Morning Dew (intitulée Morgentau) chantée en allemand.
La première réédition en 1987 de cet album par Castle Communications est amputée de cinq titres, Every Young Man's Dream, Big Boy, Let Me Be Your Leader et des deux titres studios. En 2011, l'album fut réédité une fois de plus (cette fois-ci par Salvo Music) et comprend un second compact disc avec des titres bonus enregistrés à Seattle et la chanson Crazy (a Suitable Case for Treatment) qui fut enregistrée pour la bande-son du film Heavy Metal.
Le titre de cet album a suscité beaucoup de polémiques, car au recto de la pochette seules les lettres 'SNAZ apparaissent, mais quand celle-ci est ouverte, donc complétée par le verso, apparaissent les deux autres lettres IT formant le titre IT'SNAZ. (à noter que le fan-club officiel de Nazareth confirme que le titre de ce live est IT'SNAZ).
Il se classa à la 78e place des charts britanniques.

## Liste des titres

### Album original
Disque 1, face 1
| No | Titre                                                                   | Auteur                                                            | Durée      |
| -- | ----------------------------------------------------------------------- | ----------------------------------------------------------------- | ---------- |
| 1. | Telegram: On Your Way, So You Want to Be a Rock'N'Roll Star, Soundcheck | Charlton, McCafferty, Agnew, Sweet / Chris Hillman, Roger McGuinn | 5 min 53 s |
| 2. | Razamanaz                                                               | Charlton, McCafferty, Agnew, Sweet                                | 4 min 20 s |
| 3. | I Want To Do Everything for You (reprise d'un titre de Joe Tex)         | Joe Tex                                                           | 5 min 10 s |
| 4. | This Flight Tonight ((reprise d'un titre de Joni Mitchell)              | Joni Mitchell                                                     | 3 min 28 s |
| 5. | Beggars Day (reprise du groupe Grin)                                    | Nils Lofgren                                                      | 3 min 40 s |

Disque 1, face 2
| No | Titre                                         | Auteur                    | Durée      |
| -- | --------------------------------------------- | ------------------------- | ---------- |
| 1. | Every Young Man's Dream                       | Darell Sweet              | 3 min 41 s |
| 2. | Heart's Grown Cold                            | Zal Cleminson             | 5 min 34 s |
| 3. | Java Blues (reprise d'un titre de Rick Danko) | Emmett Grogan, Rick Danko | 3 min 56 s |
| 4. | Cocaine (reprise d'un titre de J.J. Cale)     | J.J. Cale                 | 4 min 10 s |
| 5. | Big Boy                                       | Cleminson                 | 5 min 00 s |

Disque 2, face 1
| No | Titre                                               | Auteur                                        | Durée      |
| -- | --------------------------------------------------- | --------------------------------------------- | ---------- |
| 1. | Holiday                                             | Charlton, McCafferty, Agnew, Sweet, Cleminson | 3 min 24 s |
| 2. | Dressed to Kill                                     | McCafferty, Agnew                             | 3 min 36 s |
| 3. | Hair of the Dog                                     | Charlton, McCafferty, Agnew, Sweet            | 5 min 54 s |
| 4. | Expect No Mercy                                     | Charlton, McCafferty, Agnew, Sweet            | 4 min 22 s |
| 5. | Shapes of Things (reprise d'un titre des Yardbirds) | Paul Samwell-Smith, Keith Relf, Jim McCarty   | 6 min 10 s |

Disque 2, face 2
| No | Titre                                                                         | Auteur                                 | Durée      |
| -- | ----------------------------------------------------------------------------- | -------------------------------------- | ---------- |
| 1. | Let Me Be Your Leader                                                         | Charlton                               | 4 min 45 s |
| 2. | Love Hurts (reprise d'un titre de Boudleaux Bryant)                           | Boudleaux Bryant                       | 4 min 00 s |
| 3. | Tush (reprise d'un titre de ZZ Top)                                           | Billy Gibbons, Dusty Hill, Frank Beard | 4 min 34 s |
| 4. | Jucy Lucy (titre studio inédit)                                               | Charlton, McCafferty, Agnew, Sweet     | 4 min 13 s |
| 5. | Morning Dew (reprise d'un titre de Bonnie Dobson, enregistrement studio 1981) | Bonnie Dobson, Tim Rose                | 3 min 52 s |

### Réédition 2011
CD 1 (Live in Vancouver)
01 Telegram [6 min 33 s]
02 Razamanaz [4 min 23 s]
03 I Want To Do Everything For You [5 min 16 s]
04 This Flight Tonight [3 min 46 s]
05 Beggar's Day [3 min 37 s]
06 Every Young Man's Dream [3 min 54 s]
07 Heart's Grown Cold [5 min 51 s]
08 Java Blues (Rick Danko/Emmett Grogan) [5 min 06 s]
09 Cocaine  [5 min 04 s]
10 Big Boy [5 min 12 s]
11 Holiday [3 min 39 s]
12 Dressed To Kill [3 min 55 s]
13 Hair Of The Dog [6 min 07 s]
14 Shapes Of Things [6 min 24 s]
CD 2 (Live in Vancouver, Seattle et Studios)
- Live Vancouver

01 Let Me Be Your Leader [4 min 51 s]
02 Love Hurts [3 min 59 s]
03 Tush (Frank Beard/Billy Gibbons/Dusty Hill) [4 min 53 s]
- Studio

04 Juicy Lucy (Pete Agnew/Manny Charlton/Dan McCafferty/Darrell Sweet) [4 min 15 s]
05 Morning Dew (nouvelle version) [3 min 55 s]
- Live In Seattle

06 Java Blues [4 min 13 s]
07 Cocaine [5 min 09 s]
08 Big Boy [5 min 04 s]
09 Holiday [3 min 34 s]
10 Let Me Be Your Leader [4 min 34 s]
11 Dressed To Kill [3 min 47 s]
12 Hair Of The Dog [5 min 48 s]
- Studio

13 Morgantau (version allemande de Morning Dew) [4 min 01 s]
14 Crazy (A Suitable Case For Treatment) (B.O.F. Metal Hurlant) [3 min 26 s]

## Musiciens
- Dan McCafferty : chant
- Manny Charlton : guitares
- Billy Rankin : guitare, chœurs
- Pete Agnew : basse, chœurs
- John Locke : claviers
- Darrell Sweet : batterie, percussions, chœurs

## Crédits
- Produit par John Punter
- Enregistré avec The Record Plant Mobile (Los Angeles) par Colin Fairley et David Blanco
- Pochette : Alan Schmidt
- Photographie pochette : Dick Scott-Stewart

## Charts
| Pays        | Durée du classement | Meilleur classement |
| ----------- | ------------------- | ------------------- |
| États-Unis  | 3 semaines          | 83e                 |
| Royaume-Uni | 3 semaines          | 78e                 |